# Мухаммед Амин Заки
Мухаммед Амин Заки-бей (1880, Сулеймания ― 1948, там же) ― курдский политик, писатель и историк.   

## Биография
Родился в семье Хаги Абдула Рахмана в Сулеймании.  Проходил обучение в Сулейманийском военном училище и в Багдадском военном училище. В 1902 году окончил Оттоманскую военную академию и поступил на службу в Османскую армию в звании второго лейтенанта. В 1905 году окончил Оттоманскую академию генерального штаба, вскоре получив звание майора.
В 1923 году оставил пост преподавателя кафедры военной истории в Багдадском университете и начал читать лекции в Военной академии Ирака.  В 1920-х годах также служил чиновником в администрации британского мандата и в 1928 году был назначен министром обороны Ирака.
Написал двухтомный труд по истории курдского народа и государства, который и поныне считается одной из наиболее фундаментальных работ на эту тему. Книга была переведена на несколько языков, включая арабский и английский
Умер в Сулеймании в июле 1948 года.

## Сочинения
Писал на курдском, арабском и турецком языках. Работы были посвящены в основном истории курдов.
1. Tarîxî Kurd û Kurdistan, Kurmancî: Dîroka Kurd û Kurdistanê;
2. Meşahirî Kurd;
3. Tarîxî Silêmani.